# 핑크 팬더스
핑크 팬더스(Pink Panthers)는 유럽을 거점으로 세계 각지에서 다이아몬드 등의 보석을 절도하는 국제 범죄 조직이다. 구 유고 슬라비아 난민 남부 (세르비아 군 출신)를 중심으로 조직되어 200여명의 회원이 존재하고 있다. 조직의 이름은 훔친 다이아몬드 회원의 애인이 쓰던 화장품 병 속에 있던 것이 영화 《핑크 팬더》의 한 장면과 같았던 것에 유래하며, 런던 경시청에서 파견된 국제 형사 경찰기구 (ICPO)의 사원이 명명했다고 한다.